# سان خوان دي غريدوس
بلدية سان خوان دي غريدوس (بالإسبانية: San Juan de Gredos) هي بلدية تقع في مقاطعة آبلة التابعة لمنطقة قشتالة وليون وسط إسبانيا.

## الديموغرافيا
بلغ عدد سكان بلدية سان خوان دي غريدوس 338 نسمة عام 2011 (وفقاً للمعهد الوطني للإحصاء الإسباني).
| 426 | 406 | 386 | 391 | 376 | 366 | 338 |